# Zompist.com
Zompist.com 또는 메타버스(The Metaverse)는 언어 창작자 마크 로젠펠터(Mark Rosenfelder, 일명 Zompist)가 만든 웹사이트이다. 여기에는 로젠펠터의 세계 설정 알메아(Almea)에 대한 상세한 묘사와 함께, 만화, 정치, 언어, 과학에 대한 수필들이 올라와 있다. 이 웹사이트에는 로젠펠터의 인공어 제작 안내문, 인공어 제작 매뉴얼(The Language Construction Kit)도 올라와 있다.
웹사이트 내의 문화 테스트, 관용구집 발췌, 5,000개 이상의 언어 모음집, 인공어 제작 매뉴얼 등 많은 것들이 미디어에 등장해 왔다.

## 알메아
알메아는 로젠펠터가 만든 허구 세계로, Zompist.com의 주요 내용을 차지한다. 알메아에는 지성을 가진 종족들이 여럿 있다. 이 종족들에는 인류, 크투보크(Ktuvoks, 대부분의 알메아 인류들이 악마로 생각하는 습지 파충류), 일리우(Iliu, 고대의 지혜로운 수생 종족으로, 톨킨의 엘프들과 비슷한 역할을 함), 플레이즈(Flaids, '친근하지만 이상함'), 엘카리(Elcari, 톨킨의 난쟁이와 비슷한 산악 종족), 이콀라니(Icëlani, 인류의 사촌쯤 되는 원시 종족)가 있다. 알메아의 주 대륙인 에렐라에(Ereláe)에는, 몇 개의 국가들이 있으며, 가장 상세히 묘사된 베르두리아(Verduria), 크투보크 제국(크투보크가 인류를 노예로 부리고 있는 곳)인 데흐남(Dhekhnam), 상세히 묘사된 해양 국가인 스코라스(Skouras) 등이 이에 해당한다. 신판 펭귄 역사 지도첩(New Penguin Historical Atlases)에서 영감을 얻은, 에렐라에의 상세한 역사 지도들도 등장한다. 다양한 지도들과 언어들과 함께, 백과사전식 설명을 제공하는 위키인, 알메오페디아(Almeopedia)도 있다. 웹사이트에서 알메아가 나오는 부분인 가상 베르두리아(Virtual Verduria)는 다양한 이야기들과, 드로잉과 지도들을 포함한, 다양한 주제들에서의 안내들을 포함하고 있다.
웹사이트에서 묘사된 알메아의 주요 언어들은 다음과 같다:
- 베르두리아어
- 이스마인(Ismaîn)
- 바라히네이(Barakhinei)
- 카디노르(Caďinor)
- 쿠에지(Cuêzi)
- 악수나신(Axunašin)
- 수르노어(Xurnese)
- 원시동부어(Proto-Eastern)
- 케브레니(Kebreni)
- 문하시(Munkhâshi)
- 웨데이어(Wede:i language)
- 고스코라스어(Old Skourene)
- 엘카릴(Elkarîl)
- 플레이즈어(Flaidish)
- 우이세으(Uyseʔ)
- 레(Lé)
- 데흐남어(Dhekhnami)

이러한 언어들 속의 대부분의 단어들은, 발음 등이 조상 언어(위의 원시동부어 등)에서 파생되었으며, 차용어의 역사적 배경들을 가지고 있다.

## 인공어 제작 매뉴얼
인공어 제작 매뉴얼은 원래 로젠펠터가 인공어 제작 안내를 목적으로 작성하여 Zompist.com에 올린 HTML 문서 모음이었다. 매뉴얼은 언어의 가장 간단한 부분에서부터, 음운과 문자에서 시작해, 단어를 거쳐, 복잡한 문법을 지나, 사용역과 방언에 대한 대략적 설명으로 끝난다. 이러한 유용한 진행은, 흔히 하는 실수들에 대한 경고, 자연어에서의 풍부한 예시들, 적당한 유머와 함께, 매뉴얼이 인터넷 언어 창작자 커뮤니티에서 인기와 지위를 얻게 해 주었다. 매뉴얼은 팬들에 의해 스페인어, 포르투갈어, 이탈리아어, 독일어로 번역되었으며, 2010년 3월에 도서로 출간되었다. 로젠펠터는 몇 권의 후속작들을 출간했다: 고급 인공어 제작(Advanced Language Construction)과 언어 창작자의 렉시페디아(The Conlanger's Lexipedia)는 인공어 제작의 몇몇 측면들을 보강했으며, 행성 제작 매뉴얼(The Planet Construction Kit)은 판타지 세계의 창조에 초점이 맞춰져 있다. 2015년에는, 로젠펠트가 중국 제작 매뉴얼(China Construction Kit)을 출간했다.

## Zompist 게시판
Zompist.com은 전자 게시판을 가지고 있으며, 처음에는 게시판이 SpinnWebe에서 호스팅되었으나 현재는 www.incatena.org에서 운영되고 있다. Zompist 게시판(The Zompist Bulletin Board, ZBB)은 인공어, 세계 설정, 그리고 로젠펠터 자신의 세계 설정 알메아에 대한 논의를 목적으로 개설된 인터넷 포럼이다. 게시판의 참가자들은 자신들의 인공어와 세계 설정을 공유하고 발표하며, 인공어에 대해 토론한다.

## 같이 보기
- 언어 창작자